# Похолодание среднего бронзового века
Похолодание среднего бронзового века — предпоследний этап суббореального климатического периода, связанный с необычно холодным климатом в регионе Северной Атлантики. Продолжался примерно с 1800 по 1500 год до н. э. (по устаревшей некалиброванной радиоуглеродной хронологии — около 1500—1300 гг. до н. э.).

Реконструкция температуры по данным ледниковых кернов из Центральной Гренландии. Резкое похолодание начинается в 1340-х годах до н. э., достигая локального минимума в 1130-х годах до н. э.

Во время этого похолодания произошла серия крупных извержений вулканов, в том числе Везувия на Апеннинах (Авеллинское извержение, ≈1660 г. до н. э.), вулкана Аниакчак на Аляске (Аниакчак, ≈1645 г. до н. э.) и Санторина в Эгейском море (Минойское извержение, ≈1620 г. до н. э.).
Сменилось климатическим оптимумом позднего бронзового века 1500—900 годов до н. э.